# David Wagner (futbolista)
David Wagner es un exjugador de fútbol alemán nacionalizado estadounidense y actual entrenador sin club.

## Infancia
Su padre biológico es de Tailandia, su madre es alemana. Como la madre se casó durante el embarazo con el padrastro de David Wagner, que viene de los Estados Unidos, él también tiene la ciudadanía estadounidense.

## Carrera como jugador
David Wagner había jugado al fútbol en el club local SV 07 Geinsheim en Geinsheim am Rhein antes de recibir su primer contrato profesional con el Eintracht Frankfurt en 1990. Sin embargo, sólo jugó un partido en la Bundesliga. Por lo tanto, se unió al 1. FSV Mainz 05 en la segunda división en 1991 y en 1995 había jugado un total de 94 partidos en los que marcó 19 goles. David Wagner volvió a la Bundesliga, donde firmó un contrato con el FC Schalke 04. Ganó la Copa de la UEFA con el club de la zona del Ruhr en 1997, aunque no era un jugador regular.
Después de eso volvió a la segunda división, su nuevo club se convirtió en el FC Gütersloh. Durante su primera temporada en la región de Ostwestfalen, David Wagner jugó con el club de Gütersloh para el ascenso a la Bundesliga, que se perdió al terminar quinto. En la segunda temporada, el FC Gütersloh descendió a la Regionalliga West/Südwest (entonces la tercera liga). David Wagner se quedó en la segunda liga y se unió al SV Waldhof Mannheim, pero solo se quedó medio año. Luego jugó en la Regionalliga Süd con el SV Darmstadt 98 durante unos dos años, antes de jugar en los clubes de aficionados TSG Weinheim y Germania Pfungstadt para poner fin a su carrera.

## Carrera como entrenador

### Borussia Dortmund II
Wagner empezó a entrenar en las categorías inferiores del Borussia Dortmund y fue a entrenar al segundo equipo, que participaba en la Regionalliga. Un año después de firmar ascendió a la 3.Liga donde mantuvo la permanencia la temporada 2013-14. A pesar de mantener la permanencia en la 3.Liga 2014-15, al finalizar la temporada el club anunció su dimisión.

### Huddersfield Town
Unos meses después de ser echado por el Borussia Dortmund II fue fichado por el Huddersfield Town. Su primera temporada fue pesa quedando 19 manteniendo la permanencia. Una temporada después quedó quinto, accediendo a los playoffs de ascenso, los cuales ganó y así ascendió a la Premier League, donde quedó 16, logrando la permanencia; sin embargo, en la Premier League 2018-19 quedó último, así que dejó el club por acuerdo mutuo.

### Schalke 04
El primer día de julio de 2019 el Schalke 04 anunció la contratación de Wagner en sustitución del interino Huub Stevens. El Schalke empezó bien la temporada, que cuando había pandemia de COVID-19 estaba el sexto pero empeoró al reiniciar la temporada. Si bien quedó 12º, 2 posiciones mejor que la temporada anterior. Tras perder 8-0 contra el Bayern Múnich fue despedido como técnico del Schalke.

### BSC Young Boys
El 10 de junio del 2021, fue presentado como nuevo técnico del Young Boys, reciente campeón de la Superliga de Suiza. En su primera media temporada logró clasificar al equipo Suizo a la fase de grupos de la Liga de Campeones de la UEFA 2021/22, Ganándole en los play-offs al Ferencváros húngaro, terminó último en su grupo, aunque pudo lograr 5 puntos, producto de 1 victoria y un empate (2-1 y 1-1) ante Manchester United y otro empate ante Atalanta. Fue despedido el 7 de marzo de 2022 debido a una mala racha de resultados y una "tendencia negativa" según la dirigencia del Young Boys, estaba 2°, a 10 puntos del líder, FC Zürich.

### Norwich City
El 6 de enero de 2023, Wagner regresó a Inglaterra cuando fue nombrado entrenador del Norwich City con un contrato renovable de doce meses.Luego de caer en las semifinales de los play-offs, fue relevado de sus funciones en mayo de 2024.

## Clubes y  estadísticas

### Como jugador
Clubes
| Club                | País     | Año       | Partidos | Goles |
| ------------------- | -------- | --------- | -------- | ----- |
| Eintracht Frankfurt | Alemania | 1990-1991 | 1        | 0     |
| Mainz 05            | Alemania | 1991-1995 | 94       | 19    |
| Schalke 04          | Alemania | 1995-1997 | 29       | 2     |
| Gütersloh           | Alemania | 1997-1999 | 49       | 7     |
| Waldhof Mannheim    | Alemania | 1999      | 5        | 0     |
| SV Darmstadt 98     | Alemania | 1999-2002 | 76       | 21    |
| TSG Weinheim        | Alemania | 2002-2004 | 23       | 8     |

Selección
| Club           | País           | Año       | Partidos | Goles |
| -------------- | -------------- | --------- | -------- | ----- |
| Estados Unidos | Estados Unidos | 1996-1998 | 8        | 0     |

### Como entrenador
| Club                 | País       | Año       | PJ  | PG  | PE  | PP  | Efectividad |
| -------------------- | ---------- | --------- | --- | --- | --- | --- | ----------- |
| Borussia Dortmund II | Alemania   | 2011-2015 | 164 | 57  | 47  | 60  | 44.31%      |
| Huddersfield Town    | Inglaterra | 2015-2019 | 154 | 51  | 33  | 70  | 40.26%      |
| Schalke 04           | Alemania   | 2019-2020 | 40  | 12  | 12  | 16  | 40%         |
| Young Boys           | Suiza      | 2021-2022 | 40  | 19  | 12  | 9   | 57.5%       |
| Norwich City         | Inglaterra | 2023-2024 | 75  | 31  | 17  | 27  | 48.89%      |
| Total                | Total      | Total     | 473 | 170 | 121 | 182 | 44.47%      |